# 얼음 도끼

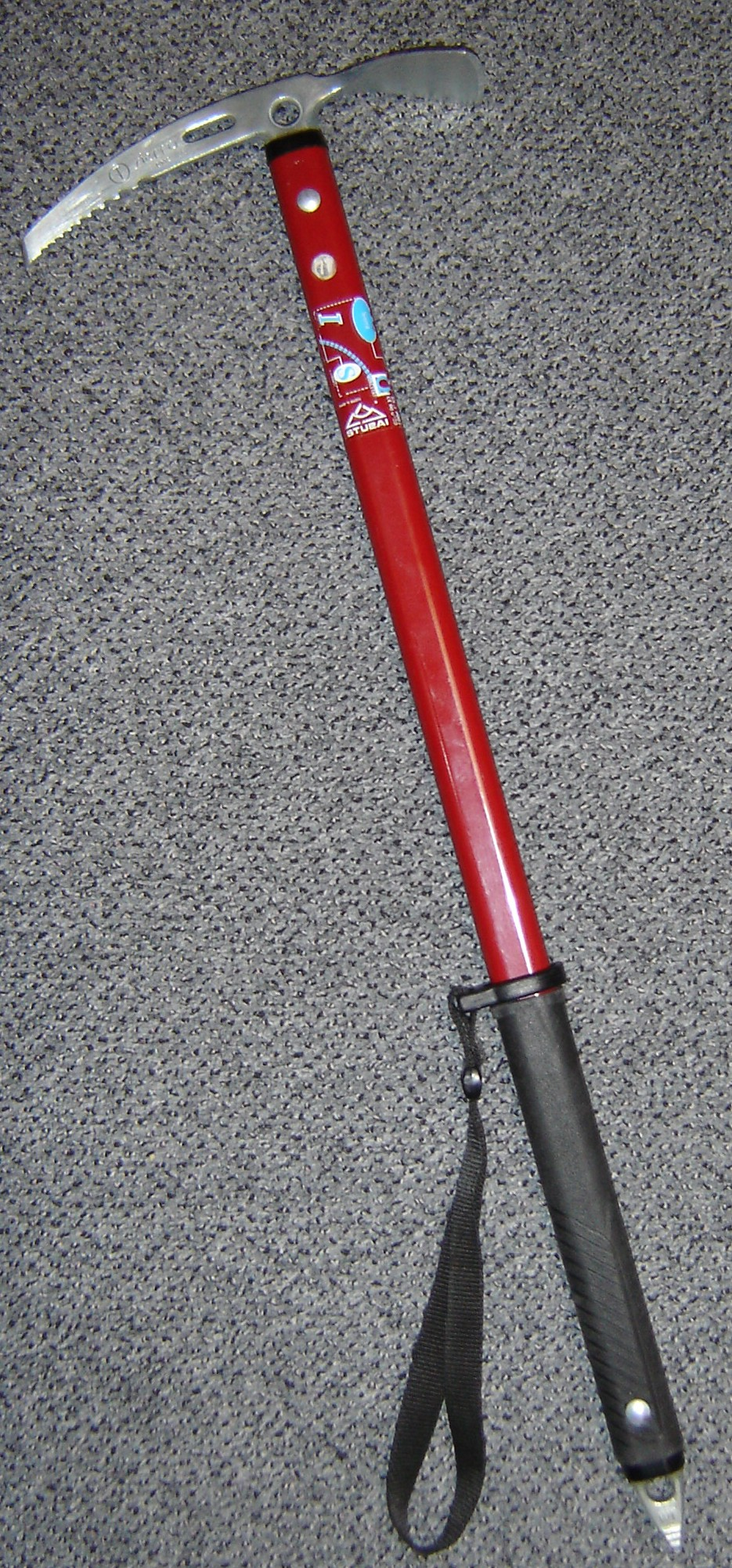
얼음 도끼

얼음 도끼는 적설기 등산에 사용하는 곡괭이 형태의 도구이다. 아이스피켈 (독일어: Eispickel), 피켈 (영어: pickel), 피올레 (프랑스어: piolet)라고도 불린다.
그 용도는 폭 넓게, 빙설의 경사면에서 발판을 만드는 데 이용하는 것 외에 확보의 지점 (비레이핀), 실족 시의 실족 정지, 글리사드시의 제동 및 자세의 유지, 얼음 등반 시의 실마리, 지팡이 대신해, 가끔 설상에서 텐트의 페그로서 사용하기도 한다.
산악 지대에서의 종주용으로는 모양이 곧고 비교적 긴 660-70 cm 정도의 것이 이용되지만, 빙벽 등의 돌파용으로는 30-40 cm 정도와 약간 짧은 것이 이용된다. 빙벽용의 것은 오버행 하고 있는 국면을 생각해 모양이 커브하고 있는 것도 있다.
일찌기 근세-전쟁 전 정도에는 지팡이로서의 사용 국면이 많았고 100 cm 정도 있었지만, 현재는 슈토크를 따로 준비하는 것도 많아, 엄격한 국면에서만 이용되는 것이 증가했기 때문에 약간 짧은 디자인이 되고 있다.

## 각부 명칭
모양의 부분을 샤프트, 모양의 상단을 뒤따르고 있는 머리 부분을 헤드, 헤드의 양측을 뒤따른 칼날의 쳐 가늘게 날카로워진 쪽의 칼날을 픽, 퍼진 쪽의 칼날을 블레이드, 모양의 하단을 뒤따른 날카로워진 부분을 스피츠 또는 물미라고 한다.
샤프트 (서양으로는 통상 핸들로 불린다)는 1970년대 무렵까지는 통상 애시 (유럽북·중부나 중앙 아시아에 나는 구주물푸레) 혹은 후기에는 애시보다 탄력이 있는 히코리가 사용되게 되었다. 그 밖에 들메나무 혹은 아오다모라고도 불리는 것 (시라다모로 불리는 것은 도코노마 등에 사용되는 고급 건재)이나 합죽, 혹은 그리벨이 사용한 수지 함침 목재 등도 일부에 사용되고 있었지만, 내구성이나 경량인 것 등에서 서서히 처음은 스틸에서 현재와 같은 알루미늄 금속제로 옮겨지게 되었다. 이 근처는 합리성을 요구한 도구의 변천으로 파악하는 것이 타당하다.

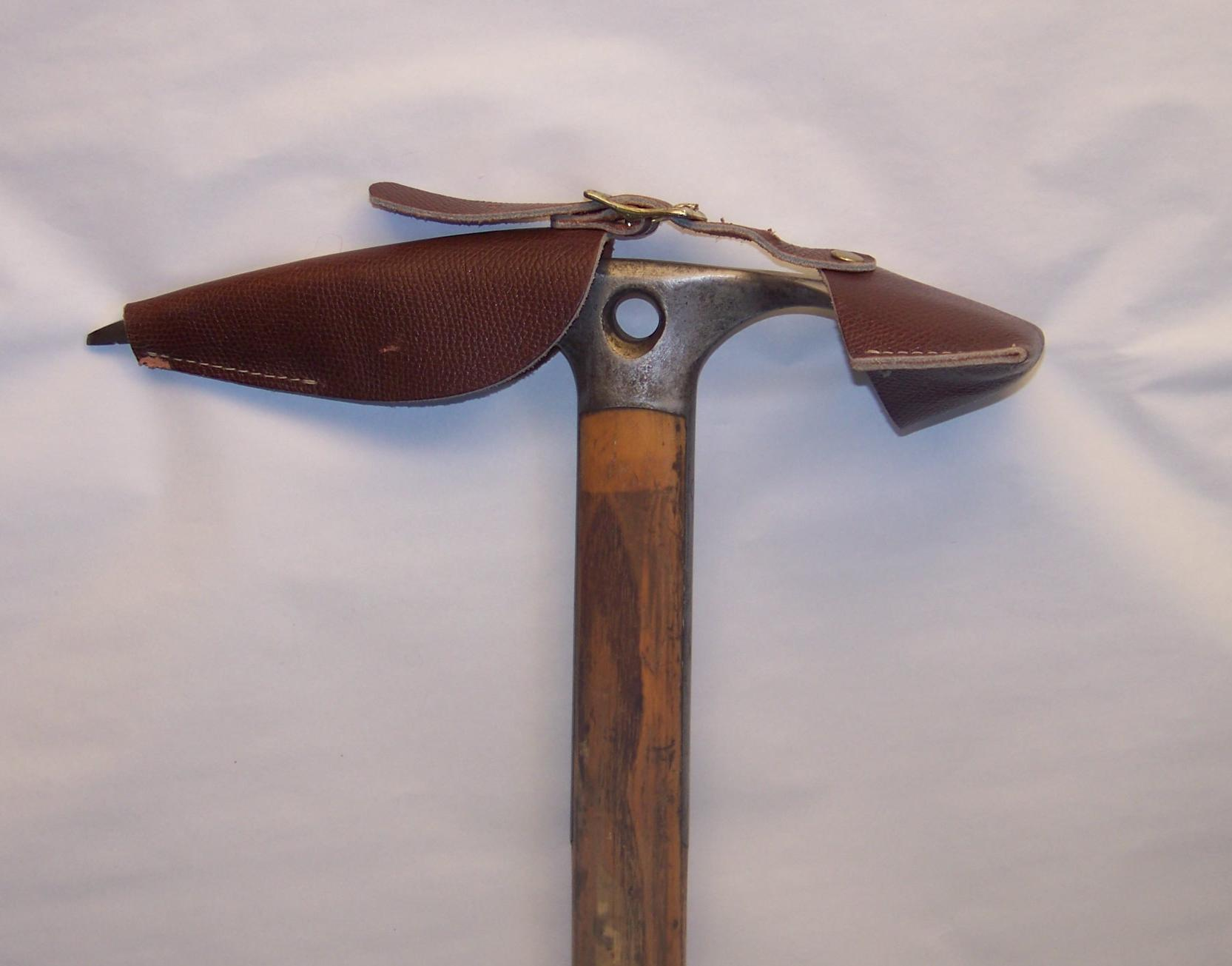
커버를 붙인 픽과 블레이드

소재는 통상 강철이지만 알루미늄 합금, 티탄 합금 등으로 제조된 것도 있다.
각 첨단 부분은 용도상 매우 날카롭게 만들어져 칼날 그 자체이며, 그 때문에 수송 시는 피혁이나 합성 수지제의 커버를 달지 않으면 위험하다. 이전에는 당연히 등산용 륙색 외측에 얼음 도끼 설치용의 링과 끈 혹은 밴드가 있어, 일본에서는 그것이 본격적 산악인 것의 스테이터스와 같은 곳이 있었지만, 현재는 얼음 도끼 자체가 짧아진 것도 있어 측면으로 옮겼다. 배낭의 외측에 달아 걸으면 위험하기 때문에, 사용하지 않을 때는 안에 수납해서 옮기게 권유 받는다.

## 역사

### 전사
스포츠 등산을 시작하기 이전, 빙하 위를 등강하는 여행자, 승려, 상인은 사람의 키보다 긴 봉인 알펜슈토크를 사용하고 있었다. 1574년에 취리히 대학에서 지리학을 가르치고 있던 요지아스 짐라에 의해 발표되어 '세계 최고의 등산 기술서'라고도 칭해지는 논고에는, 빙하 상의 등강에 알펜슈토크가 필요한 취지의 해설이 있다.
근대 등산의 창시자라는 오라스-베네딕트 드 소슈르가 1788년에 쥬안 고개를 오르고 있는 동판화가 있어, 이 때의 일행은 알펜슈토크를 사용하고 있지만, 두 번째를 가는 인물의 알펜슈토크의 끝에 봉 앞에 철제의 갈고리가 달린 소모양의 갈고리가 붙어 있어 이것이 오늘의 얼음 도끼의 원시적인 형태라고 생각할 수 있다.
알펜슈토크와 도끼를 따로따로 사용하는 시대는 당분간 계속되었지만, 샤모니의 가이드가 도끼를 알펜슈토크의 끝에 묶는 아이디어를 내, 이는 '샤모니 피올레'라고 불리게 되었다.

### 얼음 도끼의 탄생
도끼가 알펜슈토크의 끝에 고정되게 된 처음은 1854년 알프레드 와일스 (Alfred Wills)가 베타호룬 첫 등정에 임하여 고용한 벨너 오버랜트의 가이드가 반입한 예로 여겨진다. 이 때 머리의 한 쪽은 현재와 같이 날카로워진 스파이크가 되어 있었지만, 다른 한 쪽은 평평하기는 했지만 오늘과 같은 수평은 아니고 도끼장에 수직이었다. 이것이 수평이 된 경위는 불명하지만, 1865년 무렵의 에드워드 윈파의 포트레이트에 비치고 있는 것은 세로틀이었지만, 그 후 에드워드 윈파가 가이드 왕야코브 안데렉크 소유의 것을 본떠 만들었다는 얼음 도끼에는 횡형이 되어 있다.

### 피르킨톤형
1864년에 영국 산악회는 위원장 C. 피르킨톤의 바탕으로 6명의 위원을 모아 얼음 도끼과 로프에 관한 특별 위원회를 개최해, 회원에 대해 일고에 적합한 기재의 제출을 요구해 검토한 결과, 7월 5일의 회합에서 영국 산악회 추천의 공인 용구가 결정되었다. 현금의 얼음 도끼의 원형은 이 때 결정된 피르킨톤형이다.

### 쌍도끼에 의한 빙벽 등반
보다 곤란을 요구해 첨예화하는 빙벽 등반 지향의 전문가는, 2개 가진 얼음 도끼를 교대로 휘두르며 픽을 빙벽에 찔러 오르는 '피올레 트랙션'이라는 기술을 사용하게 되어 있어 그 목적에 맞추어 그것까지 있던 일반 등산자용과 분명히 구별되어 헤드의 형상이나 구조가 꽤 다르게 되어 와 있다. 대체로 샤프트가 짧아져 픽 측에 구부러져, 픽의 부분도 샤프트 측에 구부러져, 경량화되어 픽의 칼날이 날카롭게 연마된다는 경향을 가진다. 또 대상으로 하는 코스나 자신의 기술이나 기호에 맞추어 픽을 통상의 것에서 반대 측에 따른 바나나 픽, 반원 통 모양이 된 세미츄프픽크 등으로 교환할 수 있게 된 것도 있다. 이 경우 2개의 얼음 도끼를 가지는 '쌍도끼'의 경우도 있지만, 안전 확보의 목적으로 얼음에 아이스 하켄을 박기 위해 한쪽을 아이스 바일로 가지는 경우가 많다. 이것은 블레이드 대신에 해머를 붙인 얼음 도끼의 파생물이다.

## 일본에서의 얼음 도끼
일본에서 최초로 얼음 도끼가 사용된 것은 어니스트 매이슨 사토우, 바질 홀 체임벌린, 윌리엄 고란드 등 메이지 시대의 외국인이 반입해 사용한 예이다. 또 월터 웨스튼도 1888년의 제1회 일본 방문 이래 가끔 얼음 도끼를 가지고 가 일본 알프스를 등산하고 있어, 사진도 남아 있다.
1908년, 도쿄 지학 협회 회관에서 일본 산악회 제일 대회가 개최되어 약간의 등산 용구가 전시되었지만, 그 중에 '빙하 이동의 지팡이'로서 야마자키 나오마사의 얼음 도끼가 있어 이목을 모았다. 다만 이 때 '얼음 도끼'이라고도 '피켈'이라고도 표기되지 않았다. 이 때 츠지모토 미츠루환의 석장이 동시에 늘어놓을 수 있어 호대조를 나타내 진묘를 다했다고 한다. 이 얼음 도끼를 일본 산악회의 회원인 사에구사위지개가 차용, 이를 모델로서 친구 나카무라 세이타로에 도끼 부분과 물미를 치게 해 모양은 에도바시의 봉 가게에 만들게 해 이것이 제1호 일본산 얼음 도끼로 여겨진다. 1910년 여름에 그들은 우시로타테야마렌포의 종주에 이 얼음 도끼를 가지고 가 선택의 눈골짜기에서 유효하게 사용했다고 한다.
그러나 일본에서 얼음 도끼가 알려졌을 무렵은 등산이라면 그 많게는 여름 산에 한정되어 있어 얼음 도끼의 수요도 적었다. 적설기에도 등산이 행해지게 되어 수요와 공급은 증대했지만, 그런데도 정말로 필요로 하는 사람은 적었다.
수입에 착수한 것은 일본 산악회 창시자의 한 사람인 타카노응장으로, '이는 본업이 아니고 잔업이기 때문에 박리로 제공한다'라고 거절하면서도 1912년 발행의 '산악' 제7년 제3호에 '등산 용구의 수입과 판매'라고 제목을 붙여 '티로르의 본고장에서 하나 하나인의 손으로, 친 상등의 물건' '주둥이의 길이는 6치 수위, 모양의 길이는 3척 세치로부터 3척 6치 수위까지' '8엔 정도부터 15엔 정도까지'라는 광고를 게재해, 물건은 1913년 6월에 입하했다. 또 도쿄 혼고의 빨간문 앞에 있던 미만진 상점이 타카노응장 협력 아래로 적극적으로 등산 용구의 판매를 시작했다. 이때부터 일본에서도 여름 산 뿐만이 아니라 험난한 눈골짜기도 올라갈 수 있게 되어 얼음 도끼의 존재도 기능도 이해되기 시작하고 있었다.
1921년에는 오사카 도지마의 마리야 운동 연장가게가 탄생, 스위스로부터 해슬러를 수입했다. 또 1924년에 코지츠 산장이 생겨 1926년부터 수 년 동안에 스위스의 훗하우브, 시크, 겨이삭띠, 위릿슈, 프랑스의 시몬을 차례차례 수입했다.
1930년대가 되면 미츠코시가 스위스의 비요룬스탓트를 수입, 세계의 유명 브랜드에서 선택할 수 있게 되었다.
초기의 일본산 얼음 도끼는 금강 지팡이에 봉 앞에 철제의 갈고리가 달린 소와 이시즈키를 단 정도의 것으로, 거의 지팡이에 가까운 것이었다. 1895년에 엄동기의 후지산에 등정한 기상학자 노나카 이타루는 봉 앞에 철제의 갈고리가 달린 소나 학 주둥이를 얼음 도끼의 대용으로서 사용하고 있다. 1929년에 센다이의 대장장이 쇼쿠닌, 야마우치 토우이치로가 몇 년 전부터 시작을 반복하고 있던 독자적인 얼음 도끼를 상품화해, 이것이 국내에서의 본격적인 얼음 도끼의 개척이 되었다. 1930년에는 삿포로의 농구 대장장이 쇼쿠닌, 카도타 곧 말이 학생에게 청해졌던 것이 계기로 얼음 도끼의 생산을 개시해, 수입품이 점차 매장으로부터 자취를 감춘 일도 있어 야마우치, 카도타는 많은 타케토에 애용되었다.
제2차 세계 대전 후 최초로 수입된 것은 전후 수년 해 미즈노 (현 미즈노)가 수입한 위릿슈이며, 당시의 가격은 6000엔이다.
전후는 프랑스제로는 시몬, 샤르레 등도 인기가 있어, 일본산으로는 모리야가 마나슬루나 남극 대륙의 원정으로 사용된 것 외, 다이내믹스 노우 맨이나 도쿄 톱 등도 많이 애용되었다. 첨예적인 등산가는 대장장이 직공과 이인 삼각으로 자신 전용의 것을 만들어내기도 해, 특히 니무라 젠이치의 얼음 도끼는 하세가와 츠네오나 타베이 쥰코 등의 등산가에게 신뢰를 전해지고 있었다.

## 알피니스트의 상징과 감상 대상
얼음 도끼는 수많은 등산로 도구 중에서도, 옛부터 알피니스트의 상징으로 여겨져 왔다. 산악회나 등산부의 배지 등에는 대부분 의장으로서 사용되고 있고, 샤모니, 트르맛트, 그린데르바르트 등 등산 기지의 마을에서 묘지를 방문하면 알피니스트의 묘석에는 얼음 도끼를 본뜬 조각이 되어 있거나 유애의 얼음 도끼 그 자체가 끼워 넣어져 있거나 한다.
일본에는 고지마 우스이가 산악인에게의 얼음 도끼를 무사에게의 일본도에 투영해, 그 영향의 크기에서, 불필요한 사람도 실용적 장비로서가 아니라 장식품이든지 애완물로서 구입하게 되었다.
고지쓰 산장의 창시자의 한 명 니시오카 카즈오는 그린델발트의 시크, 텟슈 (Tasch)의 위릿슈를 양대관이라고 칭해, 시크를 '유미예슌', 위릿슈를 '강쾌'라고 절찬, 그 외에도 '여성적인 에르크에서도, 우아한 겨이삭띠에서도, 굉장히 아름다운 비요룬스탓트에서도, 호탕한 위릿슈에서도, 각양각색의 풍격, 기품이라는 것이 있다'라고 해, 시몬을 '이류품', 헬만 불이 낭가 파르바트 산 등정에 사용한 앗시브렌나를 '야쿠자물'이라고 판단하는 등 실천적인 등반도구로서가 아니라 감상의 대상으로 하고 있다.

### 내용주
1. ↑  영어로는 "Adze"라고 한다.
2. ↑  영어로는 "Spike"라고 한다.
3. ↑  소재에 대한 상위는 아이젠 항을 참조.

### 참조주
1. 1 2 3 4 5 6 7 8 9 10 11 12 13 14 15 16 17 18 19 20 21 22 23 24 25 26 27 28 29 30 31 32  '산에의 도전'pp. 67-91.
2. 1 2  '산과 계곡 2006년 4월호'.

## 참고 문헌
- 홋타 히로시사 '산에의 도전' 이와나미 신서 ISBN 4-00-430126-2

## 같이 보기
- 아이젠
- 등산